# Skullebo naturreservat
Skullebo naturreservat är ett naturreservat i  Linköpings kommun i Östergötlands län.
Området är naturskyddat sedan 2022 och är 16 hektar stort. Reservatet ligger nordväst om Rimforsa och består av gammal skog och kärr.